# Крепкоголовки
Крепкоголовки (лат. Carterocephalus) — род бабочек из семейства толстоголовок. Голарктический род с 15-16 видами, большинство из которых распространены в Центральном Китае.

## Описание
Крылья с шахматным желто-черным рисунком сверху и бурые с рядами желтоватых пятен на нижней стороне крыльев. Нижняя сторона крыльев окрашена в цвета с преобладанием белого, серо-зеленого и бурого тонов. Усики с веретеновидной булавой. У самцов андрокониальные пятна отсутствуют.

## Виды
- Carterocephalus abax Oberthür, 1886
- Carterocephalus alcinoides Lee, 1962
- Carterocephalus alcinus Evans, 1939
- Carterocephalus argyrostigma (Eversmann, 1851)
- Carterocephalus avanti (de Nicéville, 1886)
- Carterocephalus canopunctatus (Nabokov 1941)
- Carterocephalus christophi Grum-Grshimailo, 1891
- Carterocephalus dieckmanni Graesser, 1888
- Carterocephalus flavomaculatus Oberthür, 1886
- Carterocephalus habaensis Yoshino, 1997
- Carterocephalus houangty Oberthür, 1886
- Carterocephalus micio Oberthür, 1891
- Carterocephalus niveomaculatus Oberthür, 1886
- Carterocephalus palaemon (Pallas, 1771)
- Carterocephalus pulchra (Leech, 1891)
- Carterocephalus silvicola (Meigen, 1829)